# Patria (motorfiets)

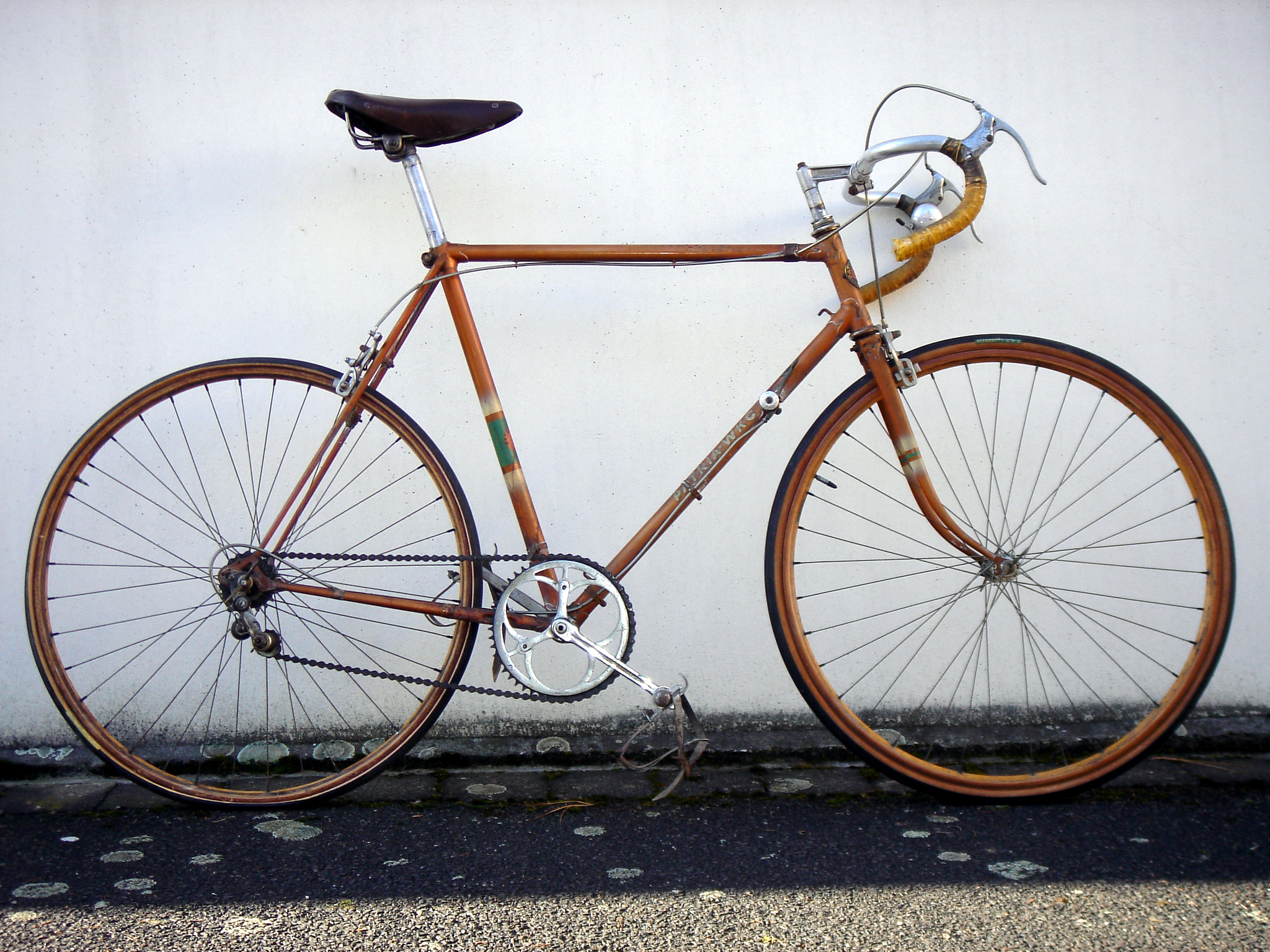
Patria WKC fiets uit 1949

Patria is een Duits historisch merk van fietsen en motorfietsen.
De bedrijfsnaam was: Weyersberg, Kirschbaum & Cie, later Patria-W.K.C. Fahrzeug-Gesellschaft mbH, Solingen.
De eerste machines van dit Duitse merk waren door Johannes Rössig ontworpen en voorzien van 248- en 348cc-Roconova-OHC eencilindermotoren met koningsas. De productie duurde van 1925 tot 1927.
Van 1927 tot 1949 werden er geen motorfietsen gebouwd, afgezien van bromfietsen met Sachs-blokjes. Daarna kwamen er weer motorfietsen, nu voorzien van 98- en 123cc-Sachs- en 98cc-Imme-motoren. Na het overlijden van bedrijfsleider Hans A. May in 1950 ging ook de motorfietsenproductie ten einde.